# Eisenbahnversuchsanlage Rheine–Freren
Die Eisenbahnversuchsanlage Rheine–Freren war eine um 1980 geplante Versuchsanlage der Deutschen Bundesbahn für den Hochgeschwindigkeitsverkehr. Ein 22,7 km langes Teilstück der Bahnstrecke Duisburg–Quakenbrück zwischen Rheine (Streckenkilometer 106,300) und Freren (km 129,000) über Spelle sollte dabei für Spitzengeschwindigkeiten von bis zu 350 km/h ertüchtigt werden.
Wesentlicher Zweck war, die technischen und wirtschaftlichen Grenzen des Rad-Schiene-Systems zu untersuchen. Darüber hinaus sollten theoretische Arbeiten und Versuche auf dem Rollenprüfstand München-Freimann abgesichert werden. Das Projekt wurde durch das Bundesministerium für Forschung und Technologie gefördert.
Das Vorhaben scheiterte letztlich an der Sperrung der bereits bewilligten Mittel durch den Bund. Die Schnellfahrversuche wurden infolgedessen auf den ersten fertiggestellten Abschnitt der Schnellfahrstrecke Hannover–Würzburg, zwischen Burgsinn und Hohe Wart, verlegt.

## Verlauf
Die bestehende Trasse verläuft weitgehend gerade. Im Südabschnitt lagen, zwischen km 107,4 und 108,8, zwei Bögen von 4.500 m und 10.000 m Radius, die erhalten werden sollten. Zusätzliche Verschiebungen der Achse sollten darüber hinaus auf dem Bett eines zweiten Gleises erfolgen, das beim Bau der Strecke abschnittsweise vorgesehen, aber nicht realisiert worden war.
Die bestehende Gradiente fällt im südlichen Abschnitt (km 106,300 bis 110,936) zunächst in nördlicher Richtung ab, verläuft anschließend flach und steigt schließlich (km 110,519 bis 110,936) mit 12,5 Promille an. Nach einem Gefälle (bis km 112,6; bis zu 1,08 Promille) verläuft die Strecke weitergehend flach (bis zu 2 Promille), mit einer einzelnen Kuppe bei km 116,4 bis 118,0 (bis zu 5 Promille). Diese Gradiente sollte auf ein Höchstmaß von 7,6 Promille abgesenkt werden.

## Ziele
Auf der Anlage sollten eine Vielzahl von Untersuchungen durchgeführt werden können. So waren im Bereich des Oberbaus unter anderem die Erprobung der Festen Fahrbahn und des Schotterbetts bei hohen Geschwindigkeiten ebenso vorgesehen wie Versuche mit neuen Damm- und Erdbauweisen, Schnellfahrweichen und neuen Schienenstählen. Im Bereich der Fahrzeuge sollten das Versuchsfahrzeug 1 und für 350 km/h vorgesehener Hochgeschwindigkeitszug (Versuchsfahrzeug 2) erprobt werden. Ein wesentlicher Fokus lag auch auf dem Bereich Fahrweg-Fahrzeug-Dynamik. Weitere Schwerpunkte galten ferner der Betriebsleittechnik, dem Umweltschutz und der Energieübertragung.

## Geschichte
Nachdem der Rollenprüfstand München-Freimann sowie ein Oberbau-Versuchsabschnitt zwischen München-Karlsfeld und Dachau fertiggestellt waren und 1977 die Nationale Versuchsanlage für Verkehrstechniken gescheitert war, entschied die Deutsche Bundesbahn 1978, eine Strecke für Schnellfahrversuche herzurichten. Nach Untersuchungen wurde der 23 km lange, eingleisige Abschnitt zwischen Rheine und Freren ausgewählt. Auch nach Aufnahme des Versuchsbetriebs sollte dabei der reguläre Betrieb (seit 1969 nur noch Güterverkehr) vor 9 bzw. nach 16 Uhr abgewickelt werden. Im November 1978 wurde die Bundesbahndirektion Hannover beauftragt, den Abschnitt für die Eisenbahnversuchsanlage (kurz EVA) herzurichten. Im gleichen Monat wurde die Rhein-Ruhr-Ingenieurgesellschaft (Dortmund) mit der Planung der Anlage (Vorentwurfsplanung bis hin zur Bauüberwachung) beauftragt, nachdem die Planungskapazitäten der Bundesbahndirektion durch andere Neu- und Ausbauprojekte nahezu vollständig ausgeschöpft waren.
Vorgesehen war eine Trassierung für 350 km/h mit besonderen Lösungen für Lichtraumprofil, Fahrweg und Brücken. Alle Bahnübergänge sollten beseitigt, der Abschnitt elektrifiziert und zahlreiche Erprobungsträger eingebaut werden.
Die Planung der für 350 km/h projektierten Versuchsstrecke stellte die beteiligten Ingenieure vor große Herausforderungen, da zu diesem Zeitpunkt in Deutschland maximal 200 km/h gefahren wurde. Die Ergebnisse von Versuchsfahrten bis 250 km/h im Streckenabschnitt Gütersloh–Neubeckum ließen Fragen offen und das Know-how für den darüber liegenden Geschwindigkeitsbereich fehlte gänzlich. Da neben dem Versuchsbetrieb auch regulärer Güterverkehr abgewickelt werden sollte, wurden spezielle Trassierungs- und Bemessungsgrundsätze für die Versuchsanlage entwickelt.
Für die Planung wurde das Projekt in drei Planfeststellungsabschnitte unterteilt und 300 Einzelpläne eingebracht. Die Verfahren begannen im August 1979 (Abschnitt I) bzw. November 1979 (Abschnitte II und III). 73 Einwendungen von Trägern öffentlicher Belange und 189 private Einwendungen gingen ein, die zu Änderungen an rund 180 Plänen führten und den Betroffenen vorgelegt wurden.
Die Planung dauerte bis Mitte 1980 an. Mit einem Abschluss des Verfahrens rechnete die Bundesbahn zu diesem Zeitpunkt nicht vor Dezember 1980 (Abschnitt I) bzw. nicht vor März 1981 (Abschnitte II und III). Für die Bauarbeiten (Grundzustand) waren etwa zwei Jahre vorgesehen.
Als Bauherr fungierte die Forschungsgemeinschaft Rad/Schiene, in der die Bundesbahn durch das Bundesbahn-Zentralamt München vertreten wurde. Planung und Bau des so genannten „konventionellen Teils“ sollten dabei von der Bundesbahndirektion Hannover übernommen werden. Für die Erprobungsträger war (Stand: Mitte 1980) die Forschungsgemeinschaft Rad/Schiene verantwortlich. Zuständigkeiten für Belange außerhalb der unmittelbaren Bahnanlagen wurden im Einzelfall geregelt.
Das Projekt wurde letztlich nicht realisiert, da trotz hoher Aufwendungen Dauerversuche nicht möglich gewesen wären. Für weitere Versuchsfahrten wurde auf andere Bestands- und Neubaustrecken ausgewichen.